# Alan Robledo
Alan Ariel Robledo (José León Suárez, General San Martín, Buenos Aires, Argentina, 17 de febrero de 1998) es un futbolista argentino. Juega de marcador central en O'Higgins de la Primera División de Chile.

## Trayectoria
Debutó el 10 de mayo de 2017 en la derrota de Chacarita ante Brown de Adrogué por 1-2.
El 23 de junio de 2017 firma su primer contrato con el club, que lo ligó hasta el 30 de junio de 2020.
Luego firmó contrato con Alvarado de Mar del Plata donde se afirmó jugando en la defensa del equipo marplatense.
Uno de sus únicos dos goles se lo marcó curiosamente a Chacarita (club donde surgió de sus inferiores y debutó en Primera) en la victoria de Alvarado 2 a 0 sobre el cuadro funebrero en San Martín.

## Palmarés
| Título                                  | Club              | País      | Año     |
| --------------------------------------- | ----------------- | --------- | ------- |
| Ascenso a Primera División de Argentina | Chacarita Juniors | Argentina | 2017/18 |